# Forton (Lancashire)
Forton – wieś i civil parish w Anglii, w hrabstwie Lancashire, w dystrykcie Wyre. Leży 66 km na północny zachód od miasta Manchester i 326 km na północny zachód od Londynu. W 2011 roku civil parish liczyła 1213 mieszkańców. Forton jest wspomniana w Domesday Book (1086) jako Fortune.